# Schmied von Essen

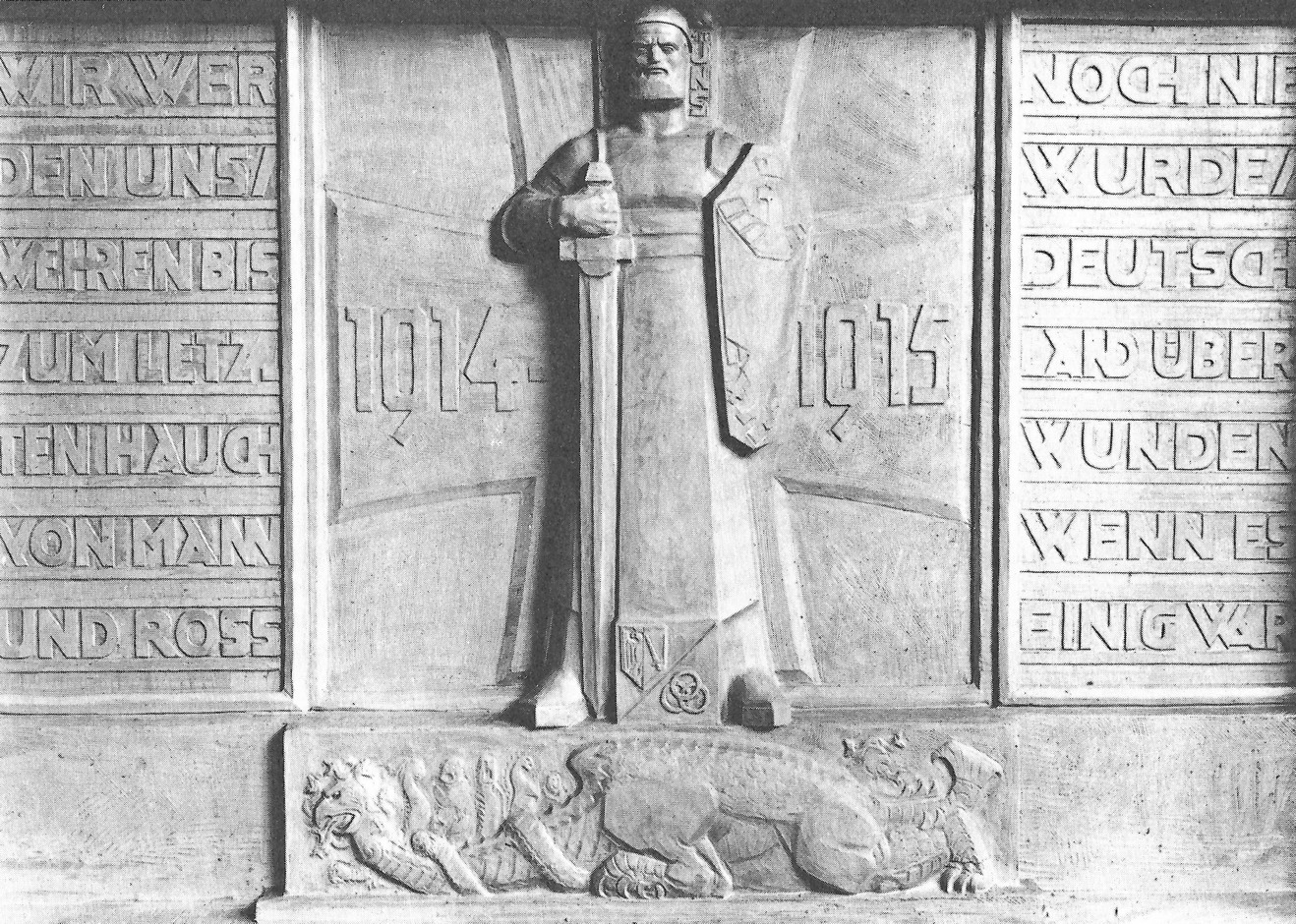
Schmied von Essen

Der Schmied von Essen war ein Kriegerdenkmal zum Zweck der Kriegsnagelung im Essener Stadtkern. Es stand von 1915 bis 1918 auf dem Platz zwischen dem Hotel Handelshof und dem Essener Hauptbahnhof.

## Geschichte
Das hölzerne Monument des Schmieds von Essen diente der Kriegsnagelung: Die Bürger konnten hier gegen eine Spende Nägel oder kleine Tafeln einschlagen, die Spenden sollten Kriegsopfern zugutekommen. Diese Idee breitete sich 1915 von Wien aus über Österreich und ganz Deutschland aus.

### Kriegsmal

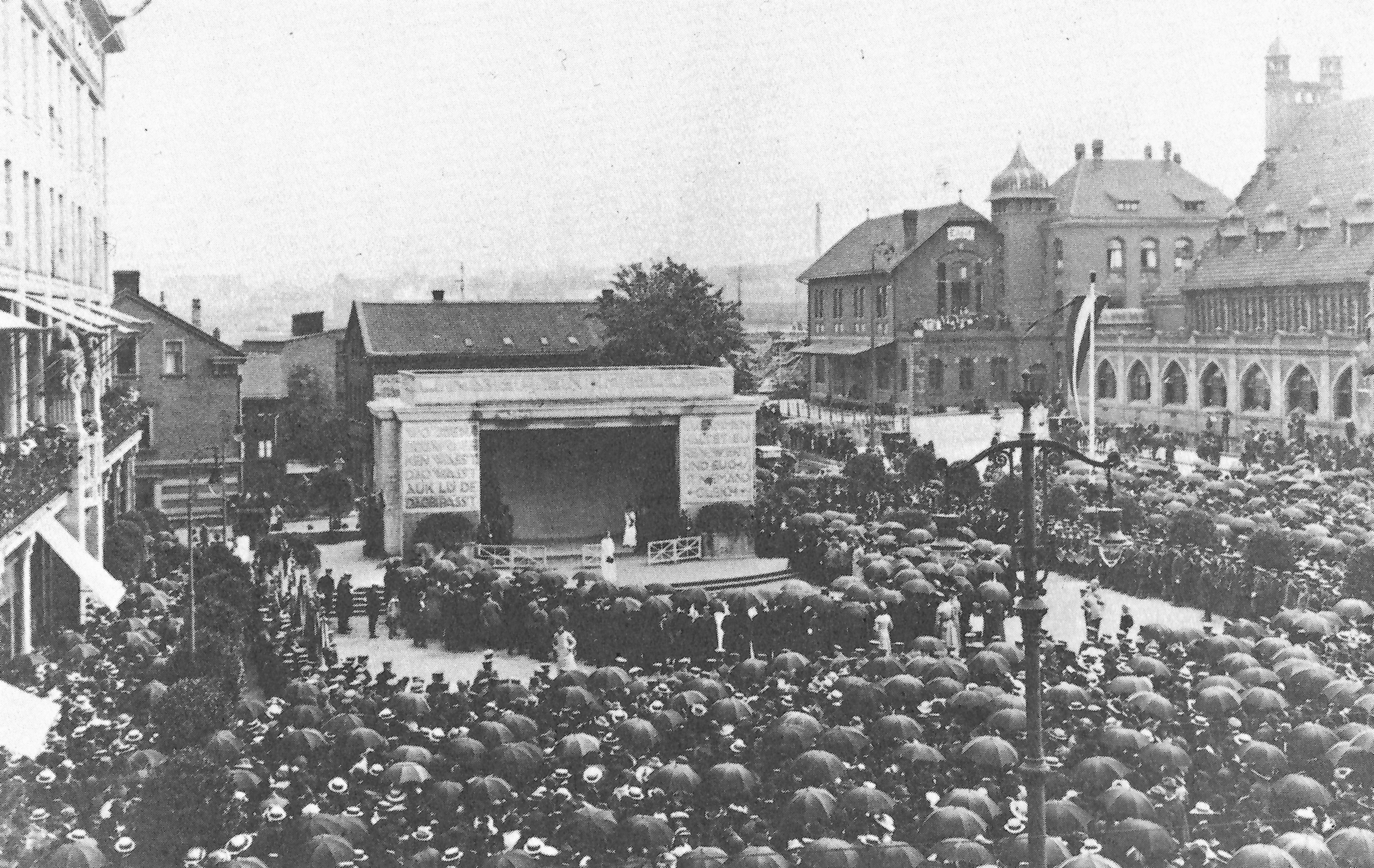
Einweihungsfeier am 25. Juli 1915

Der Entwurf zur etwa 3,5 Meter großen Halbrelief-Figur des Schmieds von Essen stammte vom Berliner Bildhauer Ludwig Nick (1873–1936). Die die Figur umgebende Halle entwarf der Architekt Edmund Körner. Am 10. Juni 1915 gab es eine erste Vorstellung der Planung durch den damaligen Oberbürgermeister Wilhelm Holle. 
Die Einweihung des Schmieds von Essen fand am 25. Juli 1915 auf dem Bahnhofsvorplatz statt. (Die heute hier verlaufende Hollestraße gab es noch nicht, sie wurde 1922 als Hansastraße angelegt und erhielt 1932 ihren heutigen Namen.) Eine Kompanie des Infanterie-Regiments Nr. 159 aus Mülheim an der Ruhr stellte sich zur Feierlichkeit auf, und es fanden sich Abordnungen der Kriegervereine, Vertreter der Behörden und geladene Gäste ein, umsäumt von einer Zuschauermenge. Fräulein Maria Weinand sprach den Prolog und die Essener Männer sangen. Der Architekt Edmund Körner war anwesend, und Oberbürgermeister Holle forderte zur ersten Nagelung auf. Nachdem der Schmied enthüllt und die Deutsche Nationalhymne gesungen war, wurden erste Nägel eingeschlagen.

Die Zeitungen schrieben auch vom Essener Schwertmann, denn der vor einem Eisernen Kreuz stehende, mit einem Schurzfell bekleidete Mann hielt in der linken Hand den Reichsschild und in der rechten ein Schwert. Diese zwei Zitate aus einer Rede von Kaiser Wilhelm II. befanden sich auf zwei Platten links und rechts direkt neben dem Schmied: 

„Wir werden uns wehren bis zum letzten Hauch von Mann und Ross.“

 und 

„Noch nie wurde Deutschland überwunden, wenn es einig war.“

 Das Wappen der Stadt Essen sowie das Logo der Friedrich Krupp AG, die drei Ringe, waren zu Füßen der Figur positioniert. Krupp wurde damals als Waffenschmiede des Deutschen Reichs bezeichnet. Der damalige Unternehmensinhaber Gustav Krupp von Bohlen und Halbach und seine Frau Bertha übernahmen die Kosten des gesamten Monuments von 12.000 Mark. Auch an der die Figur umgebenden Halle waren Texte angebracht. Links befand sich ein Sinnspruch aus dem 19. Jahrhundert, der übersetzt  Wo Eisen liegt, wo Eichen wachsen, da wachsen auch Leute, die dazu passen bedeutet: 

„Wo Isen Ligg Wo Erken Wass’t Dao Wass’t Auk Lu De Daobi.“

 Auf der rechten Seite stand ein Zitat aus Goethes Des Epimenides Erwachen: 

„Zusammen haltet euren Wert und euch ist niemand gleich.“

 An weiteren Kosten für Nägel und Ansichtskarten beteiligten sich der Essener Beigeordnete Ortwin Grevel und der Diplomat Julius von Waldthausen.
1915 wurde das Nagellied von Ernst Bracht in Essener Schulen eingeführt. Dieses und weitere Sprüche waren im Eisernen Buch des Schmiedes von Essen aufgeführt.

### Kriegsnagelungen
Nachdem am ersten Tag 1387 Metallnägel in die Holzfigur und die seitlichen Platten eingeschlagen wurden, gab es später viele Nagelungsfeiern von Schulklassen, Vereinen oder Unternehmen, aber auch von einzelnen Bürgern. Beispielsweise rief der Stadtteil Rellinghausen am 31. Oktober 1915 ein eigenes Nagelfest ins Leben. Auch am Abend war mit Hilfe von Scheinwerferlicht aus dem Hotel Handelshof heraus die Nagelung möglich. Am 9. Januar 1916 lud der Werkmeister-Verein Essen-Ruhr zur Nagelung, wobei das Erscheinen aller zur sogenannten Ehrenpflicht gemacht wurde.
Am 17. Oktober 1918 lief die bis dahin rund drei Jahre andauernde Sammlung an Spenden durch die Nagelungen aus. Die Figur des Schmieds von Essen, die noch als Symbol des Kaiserreichs angesehen wurde, war nicht mehr gern gesehen und wurde eingelagert. Nachdem man sich 1915 hohe Ziele bezüglich der Spenden gesetzt hatte, kam über die gesamte Zeit abzüglich aller Kosten eine Spendensumme von rund 356.000 Mark zusammen, was einen Misserfolg bedeutete. Die Spenden sollten ursprünglich in die Kriegsfürsorge fließen, aber es wurde ein Großteil in Kriegsanleihen angelegt und ging damit verloren.

### Neuaufstellung im Grugapark und Zerstörung
Die Figur des Schmieds von Essen wurde restauriert und fand nach Zwischenstation im Stadtgarten 1934 einen neuen Platz im Grugapark. Sie wurde oberhalb der Farbenterrassen zusammen mit einem Leuchtbrunnen aufgestellt. Während des Zweiten Weltkriegs fiel die Figur vollständig den Kriegseinwirkungen zum Opfer. Sie wurde zusammen mit dem gesamten Grugapark zerstört, der von den Alliierten rund 500 Bombentreffer erhielt.